# Ducele Alexandru de Württemberg
Ducele Alexandru de Württemberg (9 septembrie 1804 – 4 iulie 1885) a fost tatăl Prințului Francisc de Teck și bunicul viitoarei regine Mary de Teck, soția regelui George al V-lea al Regatului Unit.
Tatăl lui a fost Ducele Louis de Württemberg, fratele regelui Frederic I de Württemberg și a împărătesei Maria Feodorovna a Rusia. Mama lui a fost Henrietta de Nassau-Weilburg, o strănepoată a regelui George al II-lea al Marii Britanii prin fiica lui cea mare, Anne, Prințesă Regală.
În 1835, s-a căsătorit morganatic cu contesa maghiară Claudine Rhédey de Kis-Rhéde (1812-1841) cu care a avut următorii copii: Claudine, Francis și Amalie. Soția lui a fost numită contesă de Hohenstein iar copiii, urmând regula căsătorie morganatice, au moștenit titlul mamei. 
În 1841, soția lui a murit - aruncată de cal - iar el a devenit instabil mental.
În 1863, cei trei copii ai săi au fost ridicați la rang de prinț/prințesă de Teck de regele William I de Württemberg.